# Josué Casimir
Josué Casimir (* 24. September 2001 in Baie-Mahault) ist ein französisch-haitianischer Fußballspieler, der aktuell beim Le Havre AC in der Ligue 1 spielt.

## Karriere

### Verein
Der auf Guadeloupe geborene Josué Casimir begann seine fußballerische Ausbildung bei guadeloupischen Vereinen wie der US Goyave, dem Mondial Club und der Solidarité scolaire. Im Sommer 2017 wechselte er nach Frankreich zum Le Havre AC. In der Saison 2017/18 kam er zu seinen ersten fünf Einsätzen für das zweite Team in der National 2. Die Spielzeit darauf beendete er mit 15 Einsätzen dort und stieg mit dem Team in die fünfte Liga ab. In der Spielzeit 2019/20 kam er zu elf Einsätzen dort, wobei er seinen ersten Treffer erzielte. Am 24. Oktober 2020 (8. Spieltag) debütierte er gegen die USL Dunkerque in der Ligue 2 für das Profiteam, als er beim 1:0-Sieg Mitte der zweiten Hälfte für Hervé Bazile ins Spiel kam. In der gesamten Saison 2020/21 kam Casimir zu fünf Profieinsätzen und vier Fünftligaspielen, in denen er zwei Tore schoss. In der Saison 2021/22 war er eher Stammspieler in der Reservemannschaft, kam aber auch zweimal für die Profis zum Zug. Sein erstes Profitor gelang ihm am 31. Januar 2023 (21. Spieltag) bei einem 2:1-Sieg über Girondins Bordeaux, als er in der Startelf stand. Zur Spielzeit 2022/23 setzte er sich durch und war mit zwei Toren und drei Vorlagen in 34 Ligaspielen auf dem Flügel gesetzt. Mit seiner Mannschaft schaffte er es zudem als Zweitligameister in die Ligue 1 aufzusteigen.

### Nationalmannschaft
Casimir kam im Februar 2020 zu drei Einsätzen für das U20-Team von Guadeloupe. Dabei konnte er im Rahmen der Qualifikation zur CONCACAF U-20-Meisterschaft dreimal treffen.

## Erfolge
Le Havre AC
- Meister der Ligue 2 und Aufstieg in die Ligue 1: 2023